# Liste der Monuments historiques in Blignicourt
Die Liste der Monuments historiques in Blignicourt führt die Monuments historiques in der französischen Gemeinde Blignicourt auf.

## Liste der Objekte
| Bezeichnung                     | Beschreibung                                                                                                | Standort                           | Kennzeichnung | Schutzstatus | Datum | Bild |
| ------------------------------- | --- | ---------------------------------- | ------------- | ------------ | ----- | ---- |
| Kirchenfenster                  | aus dem 16. Jahrhundert; verschwunden                                                                       | in der Kirche St-Barthélemy (Lage) | PM10000285    | Classé       | 1913  |      |
| Kommuniontisch                  | Schmiedeeisen, 18. Jahrhundert                                                                              | in der Kirche St-Barthélemy (Lage) | PM10000286    | Classé       | 1975  |      |
| Triumphbogen                    | Schmiedeeisen, 18. Jahrhundert                                                                              | in der Kirche St-Barthélemy (Lage) | PM10003635    | Inscrit      | 1975  |      |
| Prozessionsstab Paulus          | Holz, farbig gefasst und vergoldet, Anfang des 19. Jahrhunderts                                             | in der Kirche St-Barthélemy (Lage) | PM10003637    | Inscrit      | 1983  |      |
| Prozessionskreuz                | Silber, Kupfer, vergoldet, 16. Jahrhundert                                                                  | in der Kirche St-Barthélemy (Lage) | PM10000283    | Classé       | 1894  |      |
| Opferstock                      | Holz, Schmiedeeisen, um 1700                                                                                | in der Kirche St-Barthélemy (Lage) | PM10003636    | Inscrit      | 1983  |      |
| Osterleuchter                   | Holz, bemalt, 16. Jahrhundert                                                                               | in der Kirche St-Barthélemy (Lage) | PM10000284    | Classé       | 1913  |      |
| Sessel                          | Holz, Wolle, 19. Jahrhundert                                                                                | in der Kirche St-Barthélemy (Lage) | PM10003638    | Inscrit      | 1983  |      |
| Retabel mit fünf Passionsszenen | Holz, farbig gefasst und vergoldet, Anfang des 16. Jahrhunderts                                             | in der Kirche St-Barthélemy (Lage) | PM10000282    | Classé       | 1894  |      |
| Hauptaltar                      | Altartisch, Altaraufbau, Tabernakel und Retabel; Holz, farbig gefasst und vergoldet, zwischen 1725 und 1735 | in der Kirche St-Barthélemy (Lage) | PM10000287    | Classé       | 1975  |      |